# Grim Vuijsters
Grim Vuijsters [Grim Fajstrs], (* 18. prosince 1982) je reprezentant Nizozemska v judu.

## Sportovní kariéra
Mnoho let své seniorské kariéry prožil ve stínu nizozemského suveréna těžké váhy Chésta. Chést mu dal šanci k reprezentování až v roce 2008. V roce 2009 získal svojí zatím jedinou velkou medaili na Evropě. Jenže do olympijských her v Londýně v roce 2012 mu vyrostla konkurence v podobě Ferbeje a Mejera a souboj s nim o účast na olympijských hrách prohrál.

## Výsledky
| Turnaj                              | 2001 | 2002 | 2003 | 2004 | 2005 | 2006 | 2007 | 2008 | 2009 | 2010 | 2011 | 2012 | 2013 |
| ----------------------------------- | ---- | ---- | ---- | ---- | ---- | ---- | ---- | ---- | ---- | ---- | ---- | ---- | ---- |
| Mistrovství světa + bez rozdílu vah | dns  | -    | dns  | -    | dns  | -    | dns  | -    | úč.  | 7.   | úč.  | -    | -    |
| Mistrovství světa + bez rozdílu vah | dns  | -    | dns  | -    | dns  | -    | dns  | 5.   | -    | dns  | dns  | -    | dns  |
| Mistrovství Evropy                  | dns  | dns  | dns  | dns  | dns  | dns  | dns  | úč.  | 2.   | dns  | úč.  | dns  | úč.  |
| ME juniorů                          | 3.   | -    | -    | -    | -    | -    | -    | -    | -    | -    | -    | -    | -    |